# Тегеранський метрополітен

Хронологія розвитку системи

Тегеранський метрополітен (перс. متروی تهران) — система ліній метрополітену в Тегерані. Перша система метро в Ірані. Тегеранський метрополітен відкрито у 2000 році, і на 2018 рік складається з п'яти ліній метрополітену та однієї лінії приміської залізниці на Кередж. Ведеться будівництво ще двох ліній (шостої та восьмої).
Метро Тегерану має пасажирообіг понад 3 мільйонів пасажирів на день У 2014 році пасажирообіг склав 815 мільйонів осіб. Станом на 2018, загальна довжина мережі склала 221 км, з них 178 км, є саме метрополітеном. За планом розвитку до 2028 року має отримати 9 ліній та загальну довжину 430 км.
Щодня метро працює з 05:30 до 23:00.
Лінія використовує стандартну колію і прокладено частково під землею. Вартість квитка на 2016 рік становить 5000 IRR для кожного рейсу (близько USD 0.15), незалежно від відстані, але з використанням передплачених квитків коштує набагато менше. Пенсіонери можуть подорожувати безкоштовно на метро. На всіх потягах метро в Тегерані перший, другий та останній вагони зарезервовані для жінок, які не хочуть їздити з чоловіками, в решті вагонів жінки можуть їздити вільно

## Історія
Перший проект метро в Тегерані було запропоновано ще до Ісламської революції 1979 року. У 1970 році муніципалітет Тегерана оголосив міжнародний тендер на будівництво метро в місті. Французька компанія SOFRETU, дочірня компанія паризької державної RATP, виграла тендер і в тому ж році почала здійснювати попередні стадії проекту. У 1974 році остаточний звіт, також званий «вуличне метро», був представлений муніципалітету. Система вуличного метро передбачала дорожню мережу з петлею в центральній частині міста, 2 хайвея для нових міських кварталів і систему метро з вісьмома лініями, доповнену автобусною мережею і таксі. Геологічні дослідження почалися у 1976 році. У 1978 році почалося будівництво на лінії першої лінії на півночі Тегерана французькою компанією. Будівництво було перервано через революції 1979 року і початок ірано-іракської війни. Компанія SOFRETU припинила свою діяльність в Ірані у грудні 1980 року. 3 березня 1982 року Іранський кабінет міністрів формально заявив про призупинення будівництва тегеранського метро французькою компанією.
У 1985 році «План будівництва Тегеранського метро» знову було схвалено Меджлісом (Іранським парламентом) в основному законопроекті «Поправка до закону про заснування тегеранського метро і приміської залізничної компанії». Компанія була заснована у квітні 1985 року. Це було продовження проекту, розпочатого до революції, його точна копія. Роботи велися повільно через ірано-іракську війну і часто припинялися.

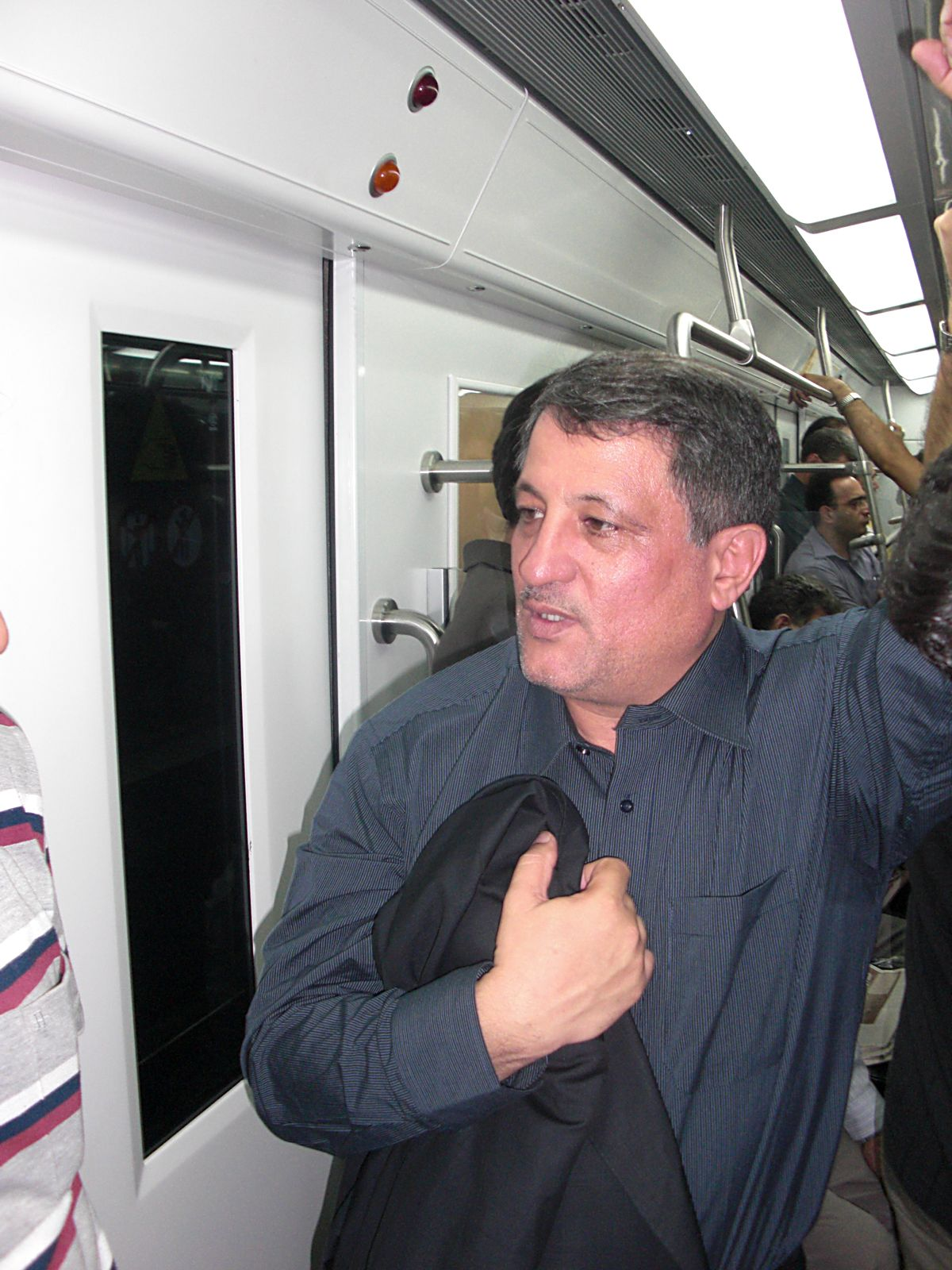
Муса Хашемі Равсанджані, колишній начальник Тегеранського метро у салоні одного з вагонів

До літа 1985 року тиск швидко зростаючого населення міста і недостатній розвиток громадського транспорту переконливо показували важливість проекту. 1 Лінія (від бульвару Шахіда Аятоли Хагхані до міста Рей) і її продовження до кладовища Бехешті Захра було зроблено пріоритетним. 2 Лінія (від Дардешта до Площі Содегіє) і продовження до передмістя Карадж і району Мехршехр було оголошено вторинним. Дослідження також велися для прокладки ліній 3 і 4. Було вирішено передати будівництво та експлуатацію метро компанії «Метро».
Починаючи з цієї стадії, компанія Метро управлялася протягом 11 років Асгар Ібрагимі-Аслом. За цей час на мережу метро були витрачені сотні мільйонів доларів США, компанія отримала від уряду дозвіл на розробку шахти залізної руди у Бендер-Аббасі (провінція Хормозган), експлуатацію і продаж шахти Моган Діотоміт у провінції Східний Азербайджан, експорт очищених залишків з Ісфаханського маслоочисного заводу і смоли з Ісфаханського сталеливарного заводу. На наступний рік після відходу з компанії Ібрагимі-Аслан і призначення на посаду голови Мохсена Хашемі, була введена в експлуатацію перша лінія тегеранського метро між Тегераном і Карадж.
7 березня 1999 року наземний Експрес Тегеран-Карадж розпочав роботу в обмеженому режимі на дистанції у 31,4 км між площею Азаді (Тегеран) і Малард (Карадж). Лінія була побудована китайською компанією NORINCO. З 2000 року почалося комерційне використання 1 і 2 лінії. Вагони на цих лініях були побудовані компанією CNTIC. Залізничне полотно побудувала австрійська компанія Voest Alpine. Метро використовує устаткування цілого ряду міжнародних компаній: двоярусні пасажирські вагони на гілці Тегеран-Карадж поставлялися CNTIC і на фабриці збиралися в Ерак.

## Лінії
| Лінія | Маршрут                                                                             | Відкриття | Довжина                     | Кількість станцій    |
| ----- | ----------------------------------------------------------------------------------- | --------- | --------------------------- | -------------------- |
| 1     | «Kahrizak» ↔ Таджриш. «Shahed — Bagher Shahr» — «Shahr-e Forudgahi-e Imam Khomeini» | 2001      | 42 км (+31 км відгалуження) | 29 (+3 відгалуження) |
| 2     | Содегіє ↔ Фархангсара                                                               | 2000      | 23,4 км                     | 22                   |
| 3     | «Ghaem» ↔ «Azadegan»                                                                | 2012      | 38 км                       | 23                   |
| 4     | «Shahid Kolahdooz» — «Eram-e Sabz», «Bimeh» — «Mehrabad Airport Terminal4&6»        | 2007      | 22 км                       | 19 (+3 відгалуження) |
| 5     | Гольшахр ↔ Содегіє                                                                  | 1999      | 43 км                       | 11                   |
|       | «Meydan-e San'at» — «Basij»                                                         | 2017      | 22 км                       | 8                    |
|       |                                                                                     | Всього:   | 221 км                      | 118                  |

### Лінія 1
Лінія 1, забарвлена у червоний колір на схемі Тегеранського метро і має 42 км завдовжки, ділянка від станції «Tajrish» до «Meydan-e Mohammadiyeh» та ще 2 станції на південні частині лінії знаходиться під землею, а решта лінії є наземною. Лінія має 29 станцій з яких 22 станцій розташовані під землею і 7 є наземними. Лінія введена в експлуатацію 28 серпня 2001 року. Станом на 2005, сумарний пасажирообіг лінії 1 становить 650 000 пасажира на день. Потяги складаються з семи вагонів, з номінальною пасажиромісткістю 1300 сидячих і стоячих місць. Максимальна швидкість руху поїздів становить 80 км/год, середня — 45 км/год.
Лінія 1 прямує в основному з півночі на південь, 20 травня 2009 була відкрита дистанція від станції Мірдамад до станції Колхак завдовжки 4,1 км з трьома станціями. У 2011 була відкрита дистанція від станції Колхак до площі Таджриш завдовжки 4 км з чотирма станціями.
У серпні 2017 року відкрилася ділянка «Shahed — Bagher Shahr» — «Shahr-e Forudgahi-e Imam Khomeini» до міжнародного аеропорту Імам Хомейні в складі 3 станцій (2 підземні) та 31 км. Зараз працює як відгалуження від основної лінії, в майбутньому стане частиною нової 8 лінії.

### Лінія 2
Лінія між станціями Содегіє та Імам Хомейні була введена в експлуатацію у лютому 2000 року. На 2018 рік лінія має 23,4 км завдовжки, з них 22 км прямує під землею, 1,4 км є наземною. Має 22 станції (21 підземна), станція Імам Хомейні є пересадною на лінію 1. Лінія 2 забарвлена у синій колір на схемі Тегеранського метро і прямує в основному із сходу на захід через все місто.
Лінія була продовжена від станції Імам Хомейні до станції метро Бахарестан у 2004 році, і до Шахід Мадані , Сарсабз й університет Елм-о-Санат у березні 2006 року з проміжними станціями, Darvazeh Shemiran і Сабалан, що відкриті у липні 2006 року Дистанція від станції університет Елм-о-Санат до станції Тегеранпарс було введено в експлуатацію у лютому 2009 року, і станція Фархангсара — у червні 2010 року

### Лінія 3
Лінія 3, забарвлена у блакитний колір на схемі Тегеранського метро, прямує з північного сходу на південний захід. Була введена в експлуатацію у грудні 2012 року дистанція завдовжки 7 км, у квітні 2014 р було введено в експлуатацію дистанцію завдовжки 12 км і, нарешті, 22 вересня 2015 року — дистанцію завдовжки 18 км. На грудень 2017 лінія має 38 км завдовжки та 23 станцій, ще 3 станції відкриються пізніше на діючі ділянці.

### Лінія 4
Лінія 4, забарвлена у жовтий колір на схемі Тегеранського метро. На початок 2018 року лінія має 22 км завдовжки і 19 станцій на основні лінії. Перша дистанція лінії введена в експлуатацію у квітні 2008 року від станції на майдані Фірдоусі до станції Darvazeh Shemiran. У лютому 2009 року була введена в експлуатацію дистанція 2 від Darvazeh Shemiran до майдану Шохада. 24 травня 2009 року, була введена в експлуатацію дистанція 3 від майдану Фірдоусі до майдану Енгелаб. 23 липня 2012 р були введені в експлуатацію ще дві станції що з'єднали лінію 4 з лінією 5
15 березня 2016 року від станції Бімех до станції «Mehrabad Airport Terminal4&6» відкрилося відгалуження від основної лінії що обслуговує Міжнародний аеропорт Мехрабад.

### Лінія 5
Лінія 5, забарвлена у зелений колір на схемі Тегеранського метро. На початок 2018 року лінія має 43-км завдовжки приміської залізниці та 11 станцій. З'єднує Тегеран з містом Кередж, лінія має пересадку на Лінію 2 на станції Содегіє, та на 4 лінію на станції «Eram-e Sabz». На відміну від решти ліній потяги п'ятої лінії живляться від повітряної контактної мережі а не від третьої рейки.

### Лінія 6
Лінія 6, забарвлена у рожевий колір на схемі Тегеранського метро. На 2016 рік знаходиться в стадії будівництва. Після завершення будівництва ця лінія матиме 33 км і 19 станцій, має прямувати з південно-сходу Тегерану на північний захід.

### Лінія 7
Лінія 7, забарвлена у фіолетовий колір на схемі Тегеранського метро. Лінія прямує з північного заходу на південний схід. Початкова ділянка «Meydan-e San'at» — «Basij» з 7 станцій та 22 км відкрилася 10 червня 2017 року (ділянка відкрилася без більшості проміжних станцій, які будуть відкривати пізніше). Лінія в повному складі матимє 34 станції та 31 км.

## Галерея

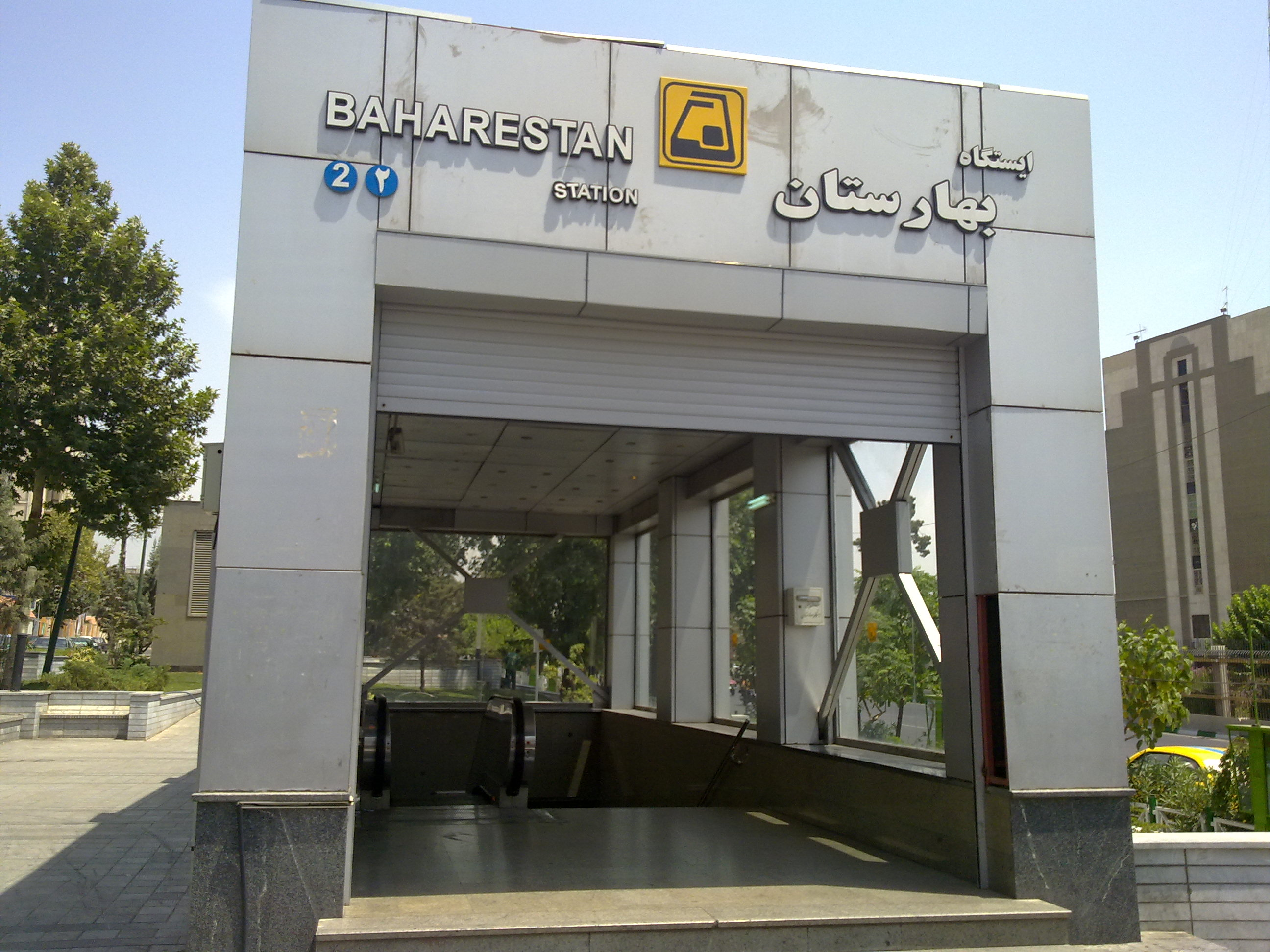
Вихід зі станції «Baharestan»
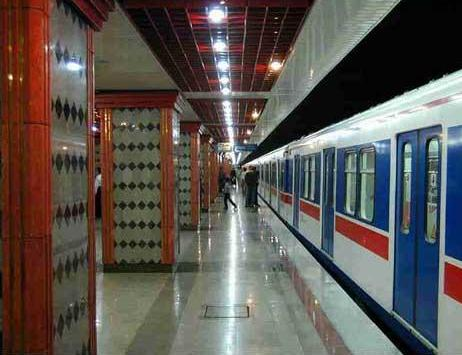
Станція Імам Хомейні
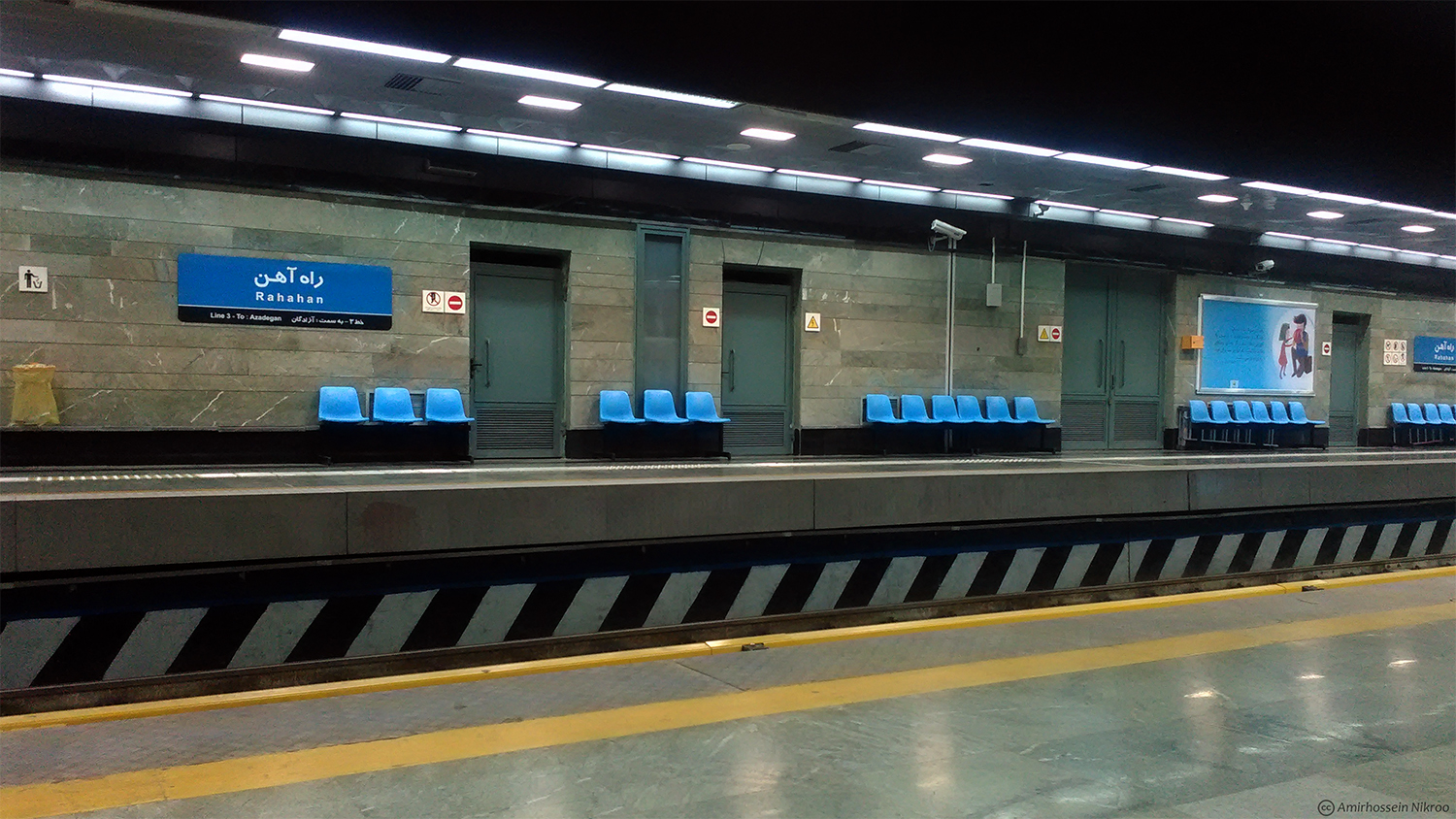
Станція «Rahahan»
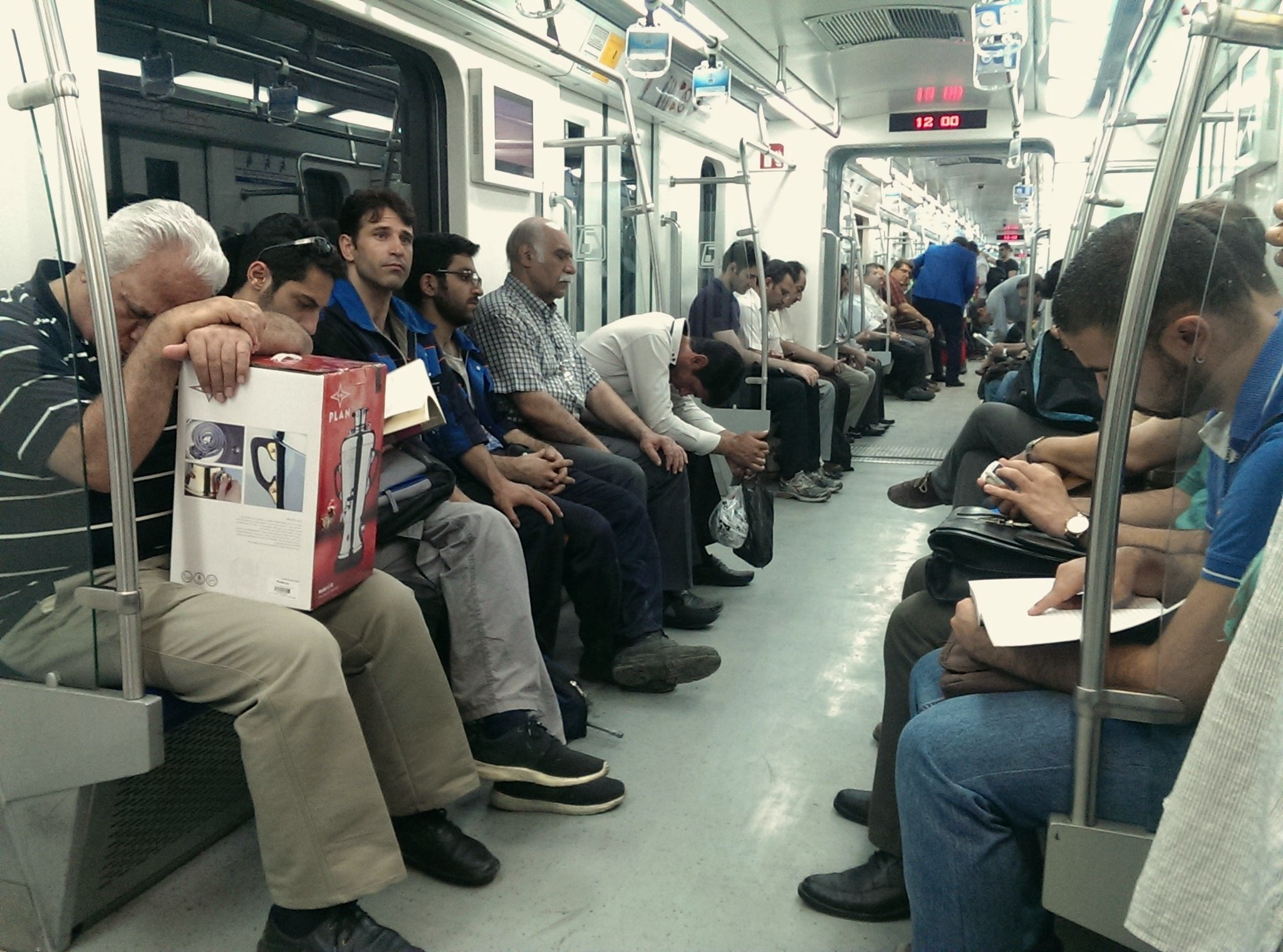
В середині вагона